# بيلايا ريتشكا (كاباردينو-بالكاريجا)
بيلايا ريتشكا (بالروسية: Белая Речка) هي مدينة في جمهورية قبردينو - بلقاريا في روسيا.
يبلغ عدد سكانها حوالي 3297 نسمة.